# Миликан (Тексас)
Миликан (енгл. Millican) град је у америчкој савезној држави Тексас. По попису становништва из 2010. у њему је живело 240 становника.

## Демографија
Према попису становништва из 2010. у граду је живело 240 становника, што је 132 (122,2%) становника више него 2000. године.
| Група             | 2000.       | 2010.       |
| Белци             | 102 (94,4%) | 181 (75,4%) |
| Афроамериканци    | 2 (1,9%)    | 12 (5,0%)   |
| Азијати           | 2 (1,9%)    | 1 (0,4%)    |
| Хиспаноамериканци | 2 (1,9%)    | 46 (19,2%)  |
| Укупно            | 108         | 240         |